# Tyson Kidd
Theodore James "TJ" Wilson (né le 11 juillet 1980 à Calgary), plus connu sous le nom de Tyson Kidd, est un catcheur (lutteur professionnel) canadien. Il travaille actuellement à la World Wrestling Entertainment (WWE) comme producteur.
Ami d'enfance de Harry Smith, il commence sa carrière en 1995 à la Stampede Wrestling où il devient double champion international par équipe de la Stampede (avec Bruce Hart puis Juggernaut), champion des poids mi-lourds du Commonwealth Britannique de la Stampede et double champion poids-lourds d'Amérique du Nord de la Stampede. Il fait aussi plusieurs tournées au Japon à la New Japan Pro Wrestling, puis signe un contrat avec la World Wrestling Entertainment (WWE) en 2007. Il se fait connaitre en formant la Hart Dynasty avec David Hart Smith et Natalya avec qui il devient champion par équipe de la WWE. Il remporte à nouveau ce titre avec Cesaro en 2015. Il se blesse gravement à la nuque en juin 2015 et doit arrêter sa carrière.
En dehors du ring, Wilson est le mari de Natalie Neidhart et de par son mariage est membre de la famille Hart.

## Jeunesse
Wilson grandit à Calgary et devient ami avec Teddy Annis, le fils du catcheur B.J. Annis et Georgia Hart. C'est grâce à son amitié avec Annis qu'il fait la connaissance des autres membres de la famille Hart.

## Carrière

### Débuts à la Stampede Wrestling, tournées au Japon et en Europe (1995-2006)

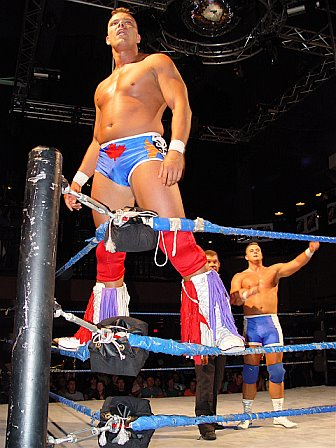
Wilson avec Harry Smith à la FCW en 2007.

Wilson s'entraine au Donjon situé au sous-sol de la maison des Hart, auprès de Bret Hart et Davey Boy Smith. Il fait son premier combat à la Stampede Wrestling le 23 juillet 1995 où avec Harry Smith il perd un match par équipe face à Teddy et Matthew Annis.
En avril 2002, Wilson devient le partenaire de Bruce Hart et codétenteur du championnat international par équipe de la Stampede pour remplacer Teddy Hart, blessé. Cette même année Tokyo Joe, un recruteur de la New Japan Pro Wrestling (NJPW), le recommande à ses employeurs,. Il y fait une première tournée sous le nom de Stampede Kid en novembre et décembre 2002 avant de revenir en 2003 pour participer au tournoi Best of the Super Junior X,. 
De retour au Canada, il devient champion du Commonwealth Britannique des poids mi-lourd et champion d'Amérique du Nord de la Stampede

### World Wrestling Entertainement (2007-...)

#### Florida Championship Wrestling (2007-2009)
En novembre 2006, la World Wrestling Entertainment (WWE) annonce qu'elle engage Wilson qui va rejoindre d'abord la Deep South Wrestling puis la Florida Championship Wrestling,. Il y retrouve Harry Smith et remplace Teddy Hart pour former la Next Generation Hart Foundation  managé par Natalie Neidhart,. Il est  champion poids lourd du Sud de la FCW le 1er décembre 2007 en battant Afa, Jr. dans un match de l'échelle. Son règne prend fin après sa défaite face à Ted DiBiase 17 jours plus tard.
Il fait ensuite équipe avec David Hart Smith  et ils remportent le championnat par équipes de Floride de la FCW au cours de l'enregistrement de l'émission du 16 novembre 2008 après leur victoire face à Joe Hennig et Sebastian Slater dans un match au meilleur des trois tombés. Leur règne prend fin six semaines plus tard après leur défaite face à Johnny Curtis et Tyler Reks.

#### The Hart Dynasty (2009-2010)

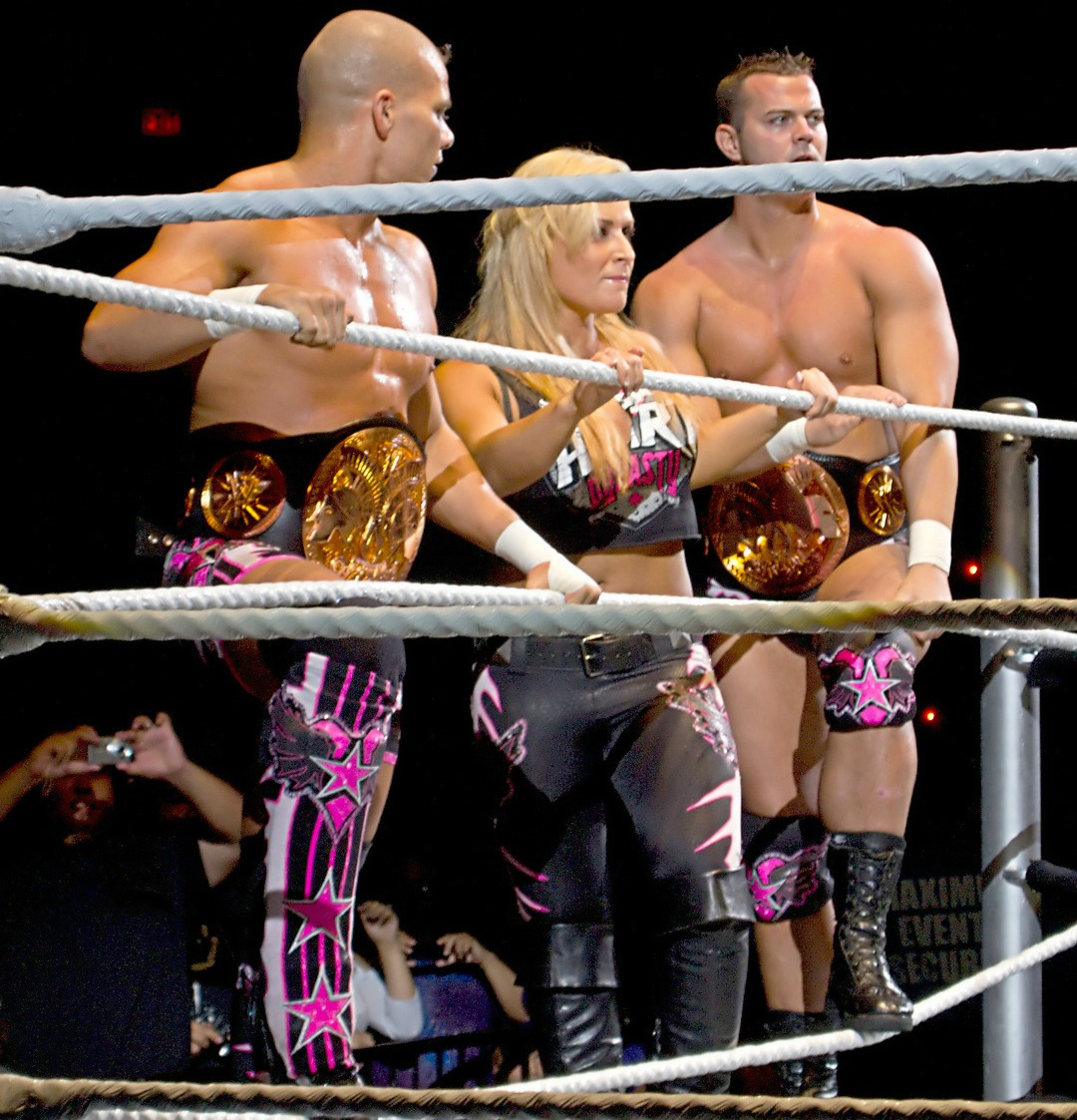
La Hart Dynasty en tant que champions par équipes de la WWE en août 2010.

Wilson fait ses débuts télévisés à la WWE le 10 février 2009 à la ECW sous le nom de Tyson Kidd, accompagné par Natalya. Ce jour-là, il bat rapidement Bao Nguyen.
Le 12 mai, le match de Kidd face à Finlay est interrompu par David Hart Smith, qui attaque Finlay pour aider Kidd. Tyson Kidd, David Hart Smith et Natalya forment alors The Hart Dynasty. Le 29 juin, la Hart Dynasty est transféré à SmackDown.
Lors de Bragging Rights, Kidd et Smith font partie de l'équipe SmackDown qui bat l'équipe Raw.
Lors de WrestleMania XXVI, la Hart Dynasty font partie des bûcherons du match entre Bret Hart et Vince McMahon. Pendant le match, la Hart Dynasty aide Bret Hart à remporter le match, et effectue donc un face turn. Lors d' Extreme Rules, la Hart Dynasty remporte un Gauntlet tag team match et deviennent challenger aux titres unifiés par équipes. Le lendemain à Raw, ils remportent leur match face à The Miz et au Big Show et deviennent les nouveaux Champions unifiés par équipes. La Hart Dynasty est ensuite drafté à Raw. Ils défendent les titres lors d' Over the Limit contre Chris Jericho et The Miz. Lors de Fatal 4-Way, ils battent les Usos dans un match par équipes mixte. À Money in the Bank, ils conservent leurs titres par équipe contre les Usos.
Le 16 août à Raw, le manager général annonce que les deux ceintures du Championnat unifié par équipes laissent place à des nouvelles ceintures par équipe où chacun aura une seule ceinture au lieu de deux, les titres sont renommés plus simplement Championnats par équipes. Bret Hart arrive alors pour leur remettre les nouvelles ceintures. À Night of Champions, ils perdent les titres dans un match par équipes à élimination, au profit de Cody Rhodes et Drew McIntyre.

#### Carrière en solo, International Airstrike et blessure (2010-2013)
La Hart Dynasty prend fin lors du Raw is Old School le 15 novembre, pendant leur match contre Justin Gabriel et Heath Slater lorsque Tyson Kidd trahit son partenaire David Hart Smith. Il devient donc heel.
Lors du draft supplémentaire en avril 2011, il est drafté à SmackDown.
Au début de 2012, Tyson Kidd effectue un face turn et s'allie quelques semaines plus tard avec Justin Gabriel, une équipe qui se nommera « International Airstrike ».
Lors de WrestleMania XXVIII, en dark match, Justin Gabriel et lui, comme les Usos, perdent contre Primo et Epico dans un Triple Threat Tag Team match, et ne remportent donc pas les titres par équipe.
Lors de No Way Out, Justin Gabriel et lui perdent contre Darren Young et Titus O'Neil dans un match qui comprenait aussi les Usos et Epico et Primo.
Lors de Money in the Bank, Kidd perd le Money In The Bank Ladder Match, remporté par Dolph Ziggler.
Lors de Night Of Champions, il participe à une bataille royale pour devenir challenger au Championnat des États-Unis mais ne la remporte pas. 
Lors des Survivor Series, lui, Rey Mysterio, Sin Cara, Justin Gabriel et Brodus Clay battent Darren Young, Tensai, Titus O'Neil, Epico et Primo dans un Elimination match.
En janvier 2013, Tyson Kidd se blesse sérieusement au genou lors d'un house show et doit s'absenter des rings.[réf. nécessaire]

#### Alliance avec Cesaro, Tag Team Champion et blessure (2015-2017)

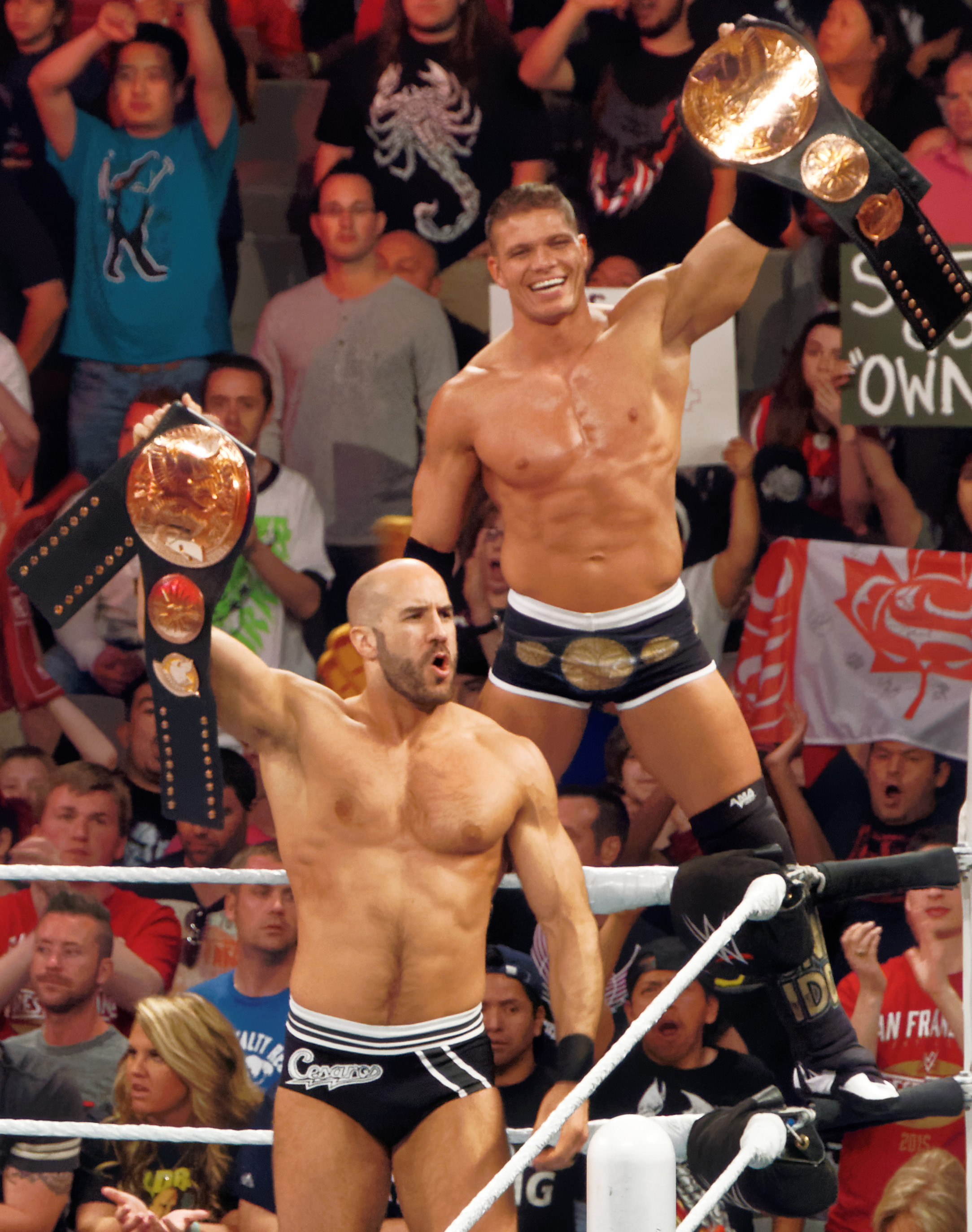
Cesaro et Tyson Kidd en mars 2015 en tant que champions par équipe.

À partir de janvier 2015, il s'allie à Cesaro avec qui il devient champion par équipe lors de Fastlane en battant les Usos. Ils perdent leur titre face au New Day lors d'Extreme Rules. Ils ne parviennent pas à récupérer leur titre lors de Payback face au New Day dans un combat simple par équipes, puis échouent une seconde fois lors d'Elimination Chamber dans un Elimination Chamber match, qui incluait Los Matadores, The Prime Time Players, The New Day, The Ascension et The Lucha Dragons.
Le 1er juin 2015, en dark match de Raw, il affronte Samoa Joe. Au cours de ce match, il subit une blessure importante à la nuque à la suite du Muscle Buster qui l'éloigne des rings pour une durée indéterminée. Son alliance avec Cesaro est donc terminée.
En juillet 2017, Tyson Kidd annonce qu'il devient producteur pour SmackDown Live et par conséquent ne peut plus remonter sur les rings.

#### Retraite des rings et producteur (2017-...)
À partir de juillet 2017, il devient producteur.

## Palmarès
- AWA Pinnacle Wrestling

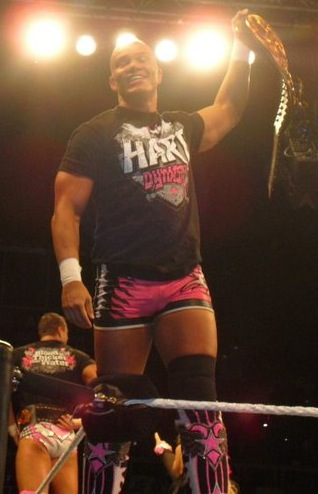
Tyson Kidd en tant que champion par équipes de la WWE en 2010.

  - 1 fois AWA Pinnacle Heavyweight Champion

- Florida Championship Wrestling
  - 1 fois FCW Southern Heavyweight Champion
  - 1 fois FCW Florida Tag Team Champion avec DH Smith

- Great Canadian Wrestling
  - 1 fois GCW National Champion

- Major League Wrestling
  - GTC Carnival Tournament (2004) avec Harry Smith

- Prairie Wrestling Alliance
  - 2 fois PWA Champion
  - 1 fois PWA Tag Team Champion avec Harry Smith

- Stampede Wrestling
  - 1 fois Stampede British Commonwealth Mid-Heavyweight Champion
  - 2 fois Stampede North American Heavyweight Champion
  - 2 fois Stampede International Tag Team Champion avec Bruce Hart (1) et Juggernaut (1)

- World Wrestling Entertainment
  - 1 fois WWE World Tag Team Champion avec David Hart Smith
  - 2 fois WWE Tag Team Champion avec David Hart Smith puis Cesaro
  - Bragging Rights Trophy (2009)

### Récompenses de magazines
- Pro Wrestling Illustrated

| Année | 2004 | 2005 | 2006 à 2007 | 2008 | 2009 | 2010 | 2011 | 2012 | 2013 | 2014 | 2015 |
| ----- | ---- | ---- | ----------- | ---- | ---- | ---- | ---- | ---- | ---- | ---- | ---- |
| Rang  | 303  | 230  | Non classé  | 241  | 73   | 58   | 113  | 107  | 111  | 113  | 53   |

## Vie privée
Il est le petit ami de la catcheuse Natalie Katherine Neidhart plus connu sous le nom de Natalya depuis novembre 2001. Ils se marient le 26 juin 2013.